# Вейенберг, Роббин
Роббин Вейенберг (нидерл. Robbin Weijenberg; род. 8 ноября 2004, Зютфен, Гелдерланд) — нидерландский футболист, полузащитник клуба «Гоу Эхед Иглз».

## Клубная карьера
Вейенберг — воспитанник клуба «Гоу Эхед Иглз». 25 июля 2024 года в поединке квалификации Лиги конференции против норвежского «Бранна» Роббин дебютировал за основной состав. 25 августа в матче против «Валвейка» он дебютировал в Эредивизи.

## Достижения
«Гоу Эхед Иглз»
- Обладатель Кубка Нидерландов: 2024/25[нидерл.]